# 小行星6256
小行星6256（6256 Canova）是一颗绕太阳运转的小行星，为主小行星带小行星。该小行星于1960年9月24日发现。

## 轨道参数
小行星6256的轨道半长轴为2.4361172 UA，离心率为0.173。